# Johannes Koskinen
Hannu Erkki Johannes Koskinen, né le 10 décembre 1954 à Janakkala, est un homme politique finlandais, membre du Parti social-démocrate de Finlande (SDP).

## Biographie

### Formation
Il est titulaire d'une maîtrise de droit et a exercé les fonctions de juge.

### Parcours politique
Conseiller municipal de Janakkala entre 1977 et 1988, il est élu un an plus tard au conseil municipal de Hämeenlinna, où il siège jusqu'en 2004, puis député de la circonscription du Häme à la Diète nationale lors des élections législatives de mars 1991.
Il est ministre de la Justice entre le 15 avril 1999 et le 23 septembre 2005, dans les gouvernements de Paavo Lipponen, Anneli Jäätteenmäki et Matti Vanhanen.
En 2009, il retrouve son mandat d'élu local. À la suite des élections législatives d'avril 2011, il est désigné président de la commission parlementaire des Affaires constitutionnelles.